# Hypocopra fimeti
Hypocopra fimeti är en svampart som först beskrevs av Christiaan Hendrik Persoon, och fick sitt nu gällande namn av Elias Fries 1849. Hypocopra fimeti ingår i släktet Hypocopra och familjen kolkärnsvampar.   Inga underarter finns listade i Catalogue of Life.